# Dicrania setosicollis
Dicrania setosicollis är en skalbaggsart som beskrevs av Frey 1972. Dicrania setosicollis ingår i släktet Dicrania och familjen Melolonthidae. Inga underarter finns listade i Catalogue of Life.